# Eurypogon brevipennis
Eurypogon brevipennis är en skalbaggsart som beskrevs av Sakai 1982. Eurypogon brevipennis ingår i släktet Eurypogon och familjen Artematopodidae. Inga underarter finns listade i Catalogue of Life.